# Lecanora sonorae
Lecanora sonorae är en lavart som beskrevs av B. D. Ryan & T. H. Nash. Lecanora sonorae ingår i släktet Lecanora och familjen Lecanoraceae.   Inga underarter finns listade i Catalogue of Life.